# عصوية ذهبية دايغوية
عصوية ذهبية دايغوية (الاسم العلمي: Chryseobacterium daeguense) هي نوع من البكتيريا، سلبية الغرام، تتبع جنس عصوية ذهبية.